# Melodieuze hardcore
Melodieuze hardcore is een vorm van hardcore punk waarbij de focus ligt op melodieus gitaarspel. Kenmerkend voor melodieuze hardcore is over het algemeen het gebruik van snelle ritmes, melodieuze en vaak vervormde gitaarriffs en zangstijlen die neigen naar schreeuwen en screamen. Melodieuze hardcore is een zeer divers muziekgenre en kent verschillende bands die veel verschillende stijlen bespelen. Sommige melodieuze hardcore-bands zoals Bad Religion en Descendents hebben bewezen invloedrijk te zijn voor de ontwikkeling van het hele spectrum van punkmuziek, met name punkrock en skatepunk.
De term melodieuze punk wordt ook wel gebruikt om zowel melodieuze hardcore als andere melodieuze punkstijlen zoals skatepunk, poppunk en pretpunk te beschrijven.

## Geschiedenis

### Eerste generatie melodieuze hardcorebands (1980-2000)

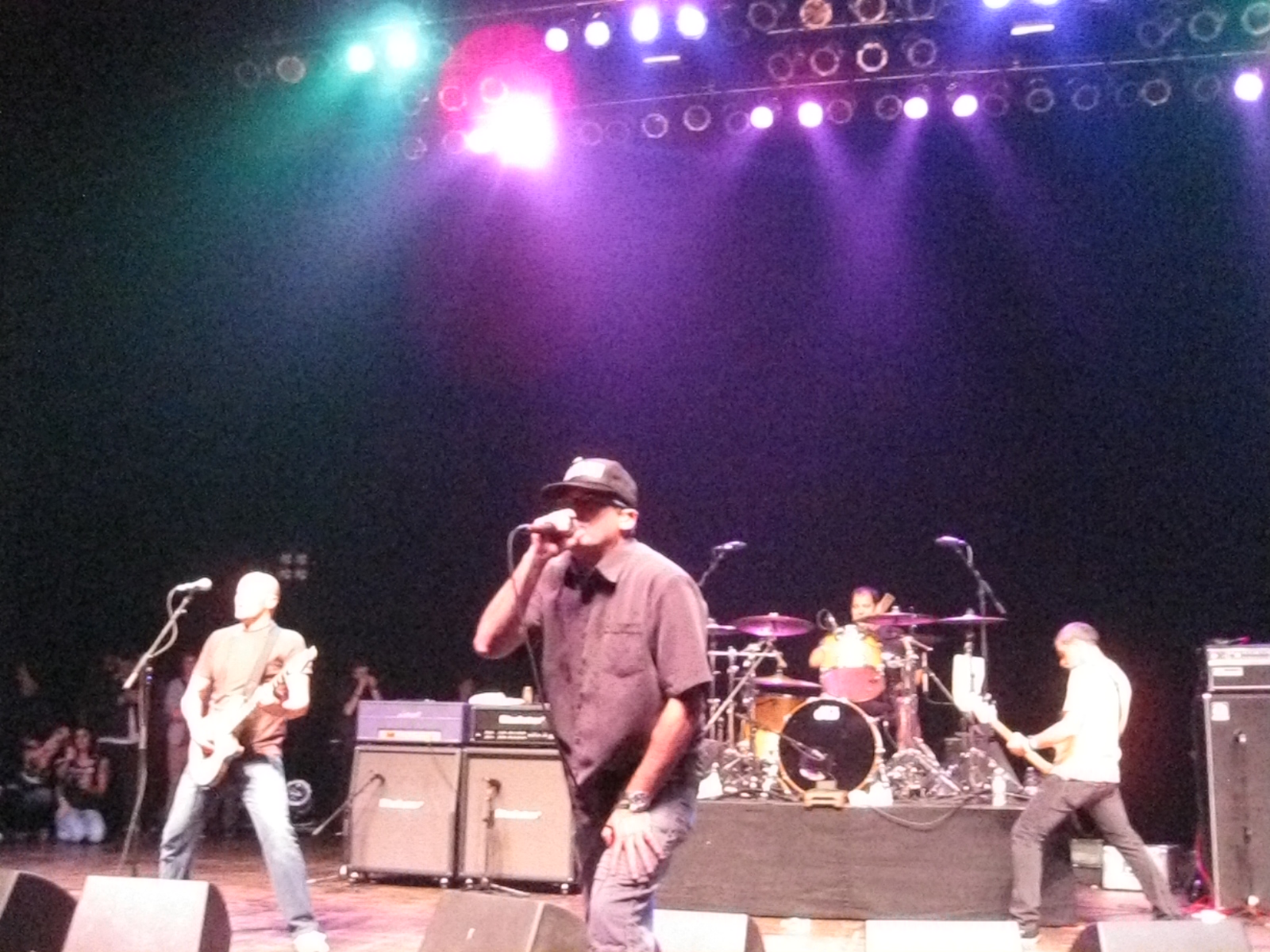
Descendents live in december 2011.

De vroegste melodieuze hardcore ontstond begin jaren tachtig in de Californische hardcore punkscene. Een van de belangrijkste bands uit deze periode is Descendents, die in 1978 werd opgericht. Het vroegste werk van deze band was eenvoudige, door popmuziek beïnvloede punkrock, maar op den duur werd deze melodieuze benadering gecombineerd met hardcore punk. De muziek van Descendents is van grote invloed geweest op de ontwikkeling van melodieuze hardcore en poppunk. Bad Religion, die in 1979 werd opgericht, bespeelde een enigszins vergelijkbare stijl, die meer energiek en politiek geladen was.
De ep Subject to Change (1983) van The Faith wordt beschouwd als een van de eerste melodieuze hardcore platen afkomstig van de Amerikaanse oostkust, die net als de muziek van Bad Religion of Descendents een stempel heeft gedrukt op de ontwikkeling van de melodieuze hardcore. In tegenstelling tot het vroege werk van deze band, bevat het album een meer complex, gestructureerd en melodieus geluid. Subject to Change wordt ook wel gezien als een voorloper van de posthardcore.
Een andere toonaangevende melodieuze hardcoreband afkomstig van de oostkust is Dag Nasty, die werd opgericht tijdens de tweede helft van de jaren 80 in Washington D.C.. In 1988 werd de melodieuze hardcoreband All opgericht door drie overgebleven leden van de op dat moment ontbonden Descendents. De band maakte muziek op manier die in grote lijnen vergelijkbaar was met die van Descendents en werd aanvankelijk aangevoerd door Dave Smalley van Dag Nasty. Een belangrijke band uit de youth crew-beweging is Gorilla Biscuits. De youth crew zelf ontleent veel invloeden uit de muziek van de vroege melodieuze hardcoreband 7 Seconds.
In 1994 werd de New Yorkse hardcoreband H2O opgericht, een band die melodieuze hardcore-elementen uit Washington D.C. vermengd met de klassieke hardcore punk uit New York en Californië. Lifetime was een noemenswaardige emocoreband wiens geluid zwaar op poppunk en melodieuze hardcore leunde. Samen met andere melodieuze hardcorebands had deze band veel veel invloed op de latere poppunk, dat werd vertegenwoordigd door bands als Fall Out Boy en Saves the Day. Toen Lifetime uit elkaar ging, vormden enkele van de overgebleven leden Kid Dynamite.
In de jaren negentig raakte melodieuze punkgenres als skatepunk en poppunk in zwang. De belangrijkste platenlabels die dit geluid vertegenwoordigden waren Fat Wreck Chords en Epitaph Records, waar veel melodieuze punkbands waren gehuisvest. Belangrijke punkbands van deze tijd omvatten NOFX en Strung Out, die beiden veel invloed ontlenen van de muziek van vroege melodieuze hardcorebands zoals Descendents en Bad Religion.

### Moderne melodieuze hardcore (2000-heden)

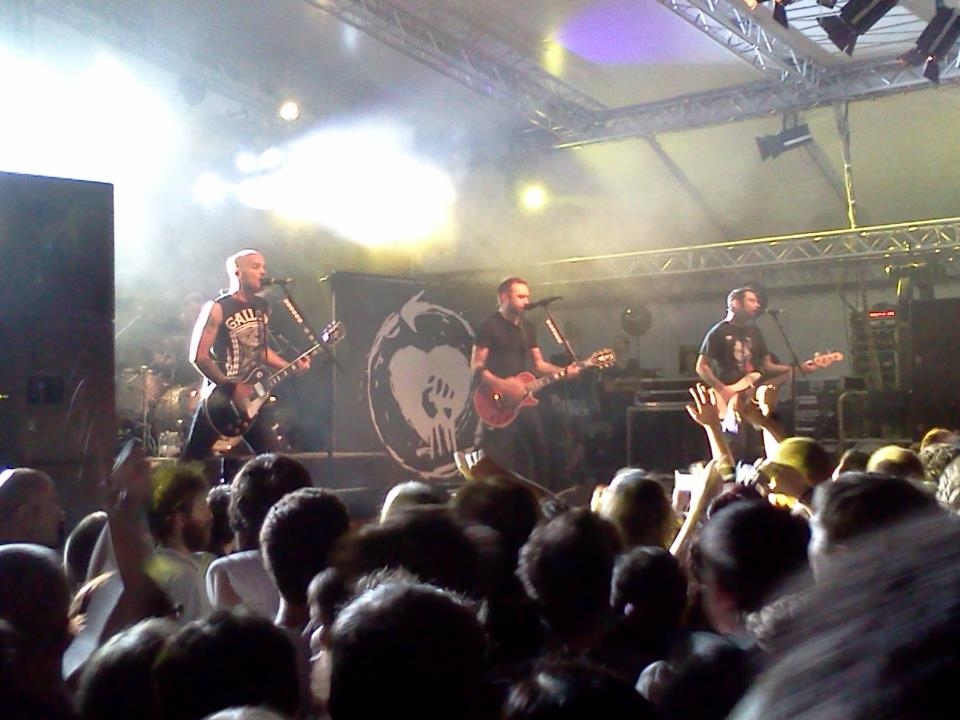
Rise Against live in 2012.

Rise Against, dat werd opgericht in 1999, bereikte wijdverbreid commercieel succes met de uitgave van het album Siren Song of the Counter Culture in 2004, samen met bands als Strike Anywhere, Consumed, Ignite en A Wilhelm Scream, die de traditionele stijl van melodieuze hardcore voortzetten. Tijdens deze periode werd het genre anderzijds ook juist geëvolueerd door het werk van nieuw opgericht bands zoals Modern Life is War, Have Heart, Ruiner, This is Hell en Comeback Kid. Belangrijke platenlabels die muziekalbums van deze generatie bands hebben uitgebracht zijn onder andere Bridge Nine Records en Deathwish Inc. Sommige bands uit deze periode creëren een overlap tussen melodieuze hardcore met genres als posthardcore en metalcore.